# Liu Jiayin
Liu Jiayin (chinesisch 刘伽茵; * 20. August 1981, Beijing) ist eine chinesische Filmemacherin und Hochschullehrerin.

## Leben
Liu wurde 1981 in Beijing geboren. Sie studierte 1999 bis 2006 mit dem Hauptfach Drehbuchschreiben an der Pekinger Filmakademie, wo sie seit ihrem Abschluss auch lehrt. Ihr Abschlussfilm war der Film Kuhhaut (englischer Titel Oxhide). Der Film wurde auf der Berlinale 2005 gezeigt und gewann dort den FIPRESCI-Preis sowie den Golden DV Award beim Hong Kong International Film Festival und den Dragons and Tigers Award beim Vancouver International Film Festival. Ihr Folgefilm Niu pi er (englischer Titel Oxhide II) wurde bei der Directors’ Fortnight in Cannes gezeigt. 2023 erschien ihr Film Bu xu ci cing, der auf verschiedenen Festivals weltweit gezeigt wurde.

## Filmografie (Auswahl)
- 2005: Kuhhaut (Niu pi, Regie, Buch, Kamera, Schnitt, Besetzung)
- 2009: Niu pi er (Regie, Buch, Kamera, Schnitt, Besetzung)
- 2010: 607 (Regie)
- 2023: Bu xu ci cing (Regie, Buch)